# فلیکس ژرژینسکی
فلیکس ادموندوویچ ژرژینسکی (روسی: Фе́ликс Эдму́ндович Дзержи́нский لهستانی: Feliks Dzierżyński؛ زاده ۱۱ سپتامبر ۱۸۷۷ – درگذشته ۲۰ ژوئیهٔ ۱۹۲۶) ملقب به فلیکس آهنین، یک انقلابی مارکسیست، بلشویک و سیاست‌مدار اهل لهستان بود. ژرژینسکی بنیان‌گذار و تنها رئیس چکا بود. 
«ژرژینسکی» در سال ۱۸۷۷ در خانواده اشرافی به دنیا آمد. او بیشتر جوانی خود را در زندان‌های تزار به‌سر برده‌ بود و خدمات زیادی را برای به پیروزی رساندن انقلاب اکتبر به رهبری لنین در روسیه انجام داد. تا قبل از احراز مقام ریاست سازمان نوبنیاد «چکا» فرماندهی گارد محافظ مقر حکومت بلشویکی اتحاد شوروی را عهده‌دار بود و خشونت و نظامی‌گری وی نظر مساعد لنین را جلب کرد. او اعضای «چکا» را از عناصر عقده‌ای و بی‌رحم انتخاب می‌کرد. نقل می‌کنند که «ژرژینسکی» در هر یک از مراکز پلیس، محوطه‌ای را برای اعدام متهمان در نظر گرفته بود. هر شب که قرار بود افرادی به جوخه آتش سپرده شوند در بیرون این محوطه و در اطراف آن کامیون هایی قراضه و پر سر و صدا بی‌جهت رفت‌وآمد می‌کردند تا صدای رگبار مسلسل در داخل محوطه با صدای گوشخراش کامیون‌ها درهم بیامیزد و کسی متوجه اعدام‌های پی در پی نشود.

## روابط با لنین
لنین انتقادات خارجی از خشونت و ترور در روسیه را رد می‌کرد و آن را تبلیغات دروغ سرمایه‌داری جهانی علیه نخستین حکومت سوسیالیستی جهان می‌نامید. او در یکی از نطق‌های خود در اکتبر ۱۹۱۸ و همچنین طی سخنرانی خود در هفتمین کنگره شوراها گفت 
«تروریسم و خشونت به ما تحمیل شده و شدت عمل ما واکنش تحریکات و تهاجم سرمایه‌داری جهانی برای سرنگونی حکومت شوروی است…»
در سپتامبر سال ۱۹۱۸ چکا پس از اعلان فرمان «ترور سرخ» اختیار یافت که مظنونین را به میل خود و بدون مراجعه به دادگاه اعدام یا زندانی کند. اقدامات مخفیانه و خشونت‌آمیز چکا اثرات روانی بسیار بدی بر مردم داشت. «چکا» کم‌کم از صورت یک سازمان پلیسی به صورت یک تشکیلات نظامی درآمد و گاردهای ضربت این سازمان علاوه بر شرکت در عملیات پلیسی و سرکوبی تظاهرات و اعتراضات و اعتصابات در موارد لزوم در عملیات نظامی هم شرکت می‌کرد. تعداد کسانی که طی سه سال اول عمر چکا یعنی تا اواخر سال ۱۹۲۰ به دست مأموران این سازمان کشته شدند بین دویست‌هزار تا پانصدهزار نفر تخمین زده‌اند.
این سازمان شامل یک اداره اسرار سیاسی برای مراقبت از مردم و اداره ویژه‌ای برای کنترل ارتش بود. سازمان مزبور بر حمل و نقل و ارتباطات نیز نظارت داشت. سیستم اردوگاه‌های کار اجباری در زمان چکا تشکیل شد. در سال ۱۹۲۲ نام این سازمان به «گ.پ. یو» تغییر کرد (G.P.U) که به معنای «اداره سیاسی دولتی» است. سپس این نام به «او.گ.پ. یو» تبدیل شد (O.G.P.U) که به معنای «اداره سیاسی دولت متحده» است، و این زمانی بود که جمهوری‌های مختلف شوروی تشکیل «اتحاد جماهیر شوروی سوسیالیستی» را دادند.